# دونغتان
دونغتان (بالإنجليزية: Dongtan)‏ هي معلم جغرافي تقع في الصين في Chongming County. يقدر عدد سكانها وترتفع عن سطح البحر 4 متر.